# Володар перснів: Дві вежі
«Володар перснів: Дві вежі» (англ. «The Lord of the Rings: The Two Towers») — пригодницько-фентезійний фільм 2002 року, режисера Пітера Джексона. Заснований на книзі англійського письменника Дж. Р. Р. Толкіна «Дві вежі». Це другий фільм із кінотрилогії «Володар перснів», першим був «Братерство персня» (2001), наступним «Повернення короля» (2003).
Фільм складається з трьох основних сюжетних ліній. Сюжетом першої є продовження подорожі гобітів Фродо та Сема до Мордору, де вони мусять знищити Перстень Всевладдя, і куди прямують разом зі своїм провідником Ґолумом. Друга сюжетна лінія розповідає про Араґорна, Леґоласа і Ґімлі, які переслідують загін урук-гаїв на землях Рогану, де вони зустрічають Ґандальфа і приєднуються до армії короля Теодена, щоб протистояти силам Ісенґарду. Третя сюжетна лінія представлена втечею Меррі та Піппіна від орків і їх подальшим шляхом до Ісенґарду з головним ентом Деревобородом.
Вийшовши 17 грудня 2002 року, фільм став величезним успіхом в касовому прокаті, заробивши понад 926 мільйонів доларів у всьому світі і нині є 46-м найвидатнішим фільмом усіх часів; а також є найвидатнішим фільмом 2002 року. Фільм здобув численні нагороди і був номінований на шість премій «Оскар», в тому числі «за найкращий фільм», «за найкращі візуальні ефекти» та «за найкращий звуковий монтаж».
Станом на 1 березня 2024 року фільм займає 12-ту позицію у списку 250 найкращих фільмів за версією IMDb.

## Сюжет
На початку фільму показана битва Ґандальфа та Балроґа, яка продовжується і після того, як вони починають падати у прірву. Фродо прокидається від сну і продовжує разом з Семом свій шлях через скелі до Мертвих Боліт. Уночі їх атакує Ґолум, але їм вдається його перемогти і зв'язати ельфійською мотузкою Сема. Ґолум пручається і Фродо стає жаль його. Він відв'язує істоту. Ґолум натомість обіцяє провести гобітів до Чорної Брами Мордору.
Араґорн, Леґолас і Ґімлі три дні переслідують у землях Рогану орків з полоненими Меррі та Піппіном. Леґолас зауважує, що орки прямують у Ісенґард. Король Рогану Теоден слабкий через вплив Сарумана та дезінформацію і наклепи підступного служника Ґріми, який таємно служить Саруману. Той пообіцяв йому владу і небогу короля, Еовін. Її брат Еомер сповіщає Теодена про смерть його сина Теодреда: його вбили орки. Ґріма виганяє Еомера з королівства через його взаємну неприязнь до нього. Тим часом Саруман підмовляє гірські племена до нападу на мирних жителів Рогану.

Деревобород

Фродо, Сем і Ґолум прямують болотами і зустрічають назґула, але їм вдається від нього заховатися. До того ж Фродо ледь не приєднується до мертвяків у болоті. Все ж вони дістаються Чорної Брами, яка відкривається, щоб впустити війська з Гараду, які йдуть на підмогу Мордору. Сем падає зі схилу, чим привертає увагу гарадримів, проте самих гобітів вони не знаходять. Фродо хоче проскочити, але Ґолум його зупиняє і каже, що знає інший шлях у Мордор, яким гобіти погоджуються йти. Вночі Еомер зі своїм загоном нападає і вбиває орків, а Меррі та Піппіну вдається втекти у ліс Фанґорн, де вони зустрічають головного ента Деревоборода. Еомер зустрічає Араґорна, Ґімлі та Леґоласа і вказує їм місце, де його люди вбили орків. За слідами на ґрунті Араґорн визначає, що гобіти попрямували до лісу. Трійця йде за ними та зустрічає Ґандальфа Білого. Разом вони прибувають у столицю Рогану Едорас, де Ґандальф звільняє Теодена від Сарумана та проганяє Ґріму. Той вирушає до Сарумана, який уже зібрав величезну армію. Теоден вирішує заховатись у Гельмовій Западині і перечекати навалу ворогів. Усі мешканці Едорасу йдуть туди, а Ґандальф поспішає знайти підмогу.
Фродо, Сем і Ґолум (Ґолум вирішує стати другом гобітів і позбутись лихого альтер еґо) потрапляють в Ітілієн, де зустрічають ще підмогу з Гараду і потрапляють у полон до військ Ґондору. Тим часом по дорозі до Гельмової Западини на людей нападають орки на вовках-варгах, і хоча їх перемагають, Араґорн падає зі скелі у річку. Це дуже засмучує Еовін, якій він дуже сподобався. У Рівендолі Елронд вирішує відправити Арвен у Сірі Гавані, щоб вона покинула береги Середзем'я і попливла на Захід, у Невмирущі Землі. Фродо дізнається, що капітан гондорців — це брат Боромира, а тому стає відома таємниця ноші гобіта і він вирішує відвезти Перстень у Ґондор. Вони вирушають до Осґіліату. Ґолум теж стає полоненим і його друга зла натура повертається і переконує його, що гобіти лихі зрадники.
Араґорн випливає і вирушає у Гельмову Западину, а дорогою зустрічає армію Ісенґарду. Він встигає попередити Теодена. На допомогу Рогану Елронд та Ґаладріель присилають ельфів-лучників на чолі з Галдіром. Армія орків прибуває вночі, вона становить десять тисяч воїнів проти невеличкого гарнізону фортеці. Починається облога. У розпал бою урук-гаї підривають стіну (Ґріма розповів Саруману про стік у стіні, який маг вирішив підірвати за допомогою пороху) і проникають за межі бастіону. Оборонці відступили до цитаделі. У цей час рада ентів вирішує, що у війну вступати не треба. Гобіти засмучуються, але Піппін вигадує, як вийти із ситуації. Він просить Деревоборода вийти на південну околицю лісу. Там ент побачив сотні зрубаних дерев і розлютився. Він скликав всіх ентів, вони попрямували на Ісенґард, а цю ходу назвали «Останнім походом ентів». Араґорн переконує Теодена вийти в бій проти орків, і на світанку до них приєднується Ґандальф, привівши Еомера та дві тисячі рогіррімів. Орки були знищені. Тим часом енти захопили Ісенґард і зруйнували всі побудови орків, а також греблю.
Фродо потрапляє у Осґіліат, де знов зустрічає назґула, але Сем вчасно приходить на допомогу. Сем розповідає, чому так важливо завершити почату справу, не відступити, і Фарамір відпускає гобітів. Ґолум веде їх далі, до Мордору. Його темний бік говорить йому, що вбити гобітів може «вона».

## У ролях
- Фродо Торбин — Елайджа Вуд: гобіт-хранитель Персня Всевладдя, який несе його в Мордор, щоб знищити у жерлі гори Ородруїн. Перстень починає поглинати його і важчає.
- Семвайз Ґемджі — Шон Астін: найкращий друг і садівник Фродо, який іде разом з ним у Мордор.
- Араґорн — Вігго Мортенсен: дунадан-спадкоємець трону Ґондора і нащадок Еленділа, який прикривається образом слідопита.
- Ґандальф Білий — Іен МакКеллен: мудрий чарівник, який «воскрес» після битви з балроґом у Морії.
- Меріадок Брендіцап — Домінік Монаган: гобіт, який потрапив до полону урук-гаїв з Ісенґарду разом з другом Піппіном, але потім втік до Фанґорну, де йому і Піппіну зустрівся Деревобород, головний ент.
- Переґрін Тук — Біллі Бойд: гобіт, який потрапив до полону урук-гаїв з Ісенґарду разом з другом Меррі, але потім втік до Фанґорну, де йому і Меррі зустрівся Деревобород, головний ент.
- Фарамір — Девід Венхем: син намісника Ґондора, брат Боромира і капітан армії Ґондора. Він зустрів Фродо і Сема, і хотів як і брат відвезти Перстень до Мінас Тіриту, але передумав і відпустив гобітів, зрозумівши важливість їхньої місії.
- Леґолас — Орландо Блум: ельф з Лихолісся, син короля Трандуїла, вправний з луком. Під час подорожі потоваришував з ґномом Ґімлі.
- Ґімлі та Деревобород — Джон Ріс-Девіс: Ґімлі — войовничий гном, що став другом Леґоласа. Деревобород — головний ент лісу Фанґорн, який розлютився на Сарумана за його зраду і знищення дерев.
- Теоден — Бернард Гілл: король Рогану, розум якого затьмарили Саруманова магія і слова Ґріми. Проте він справді переживає за свою країну.
- Еомер — Карл Урбан: небіж короля Теодена, що очолив загін рогіррімів візних Рогану, за що був вигнаний з країни Ґрімою.
- Еовін — Міранда Отто: принцеса Рогану, сестра Еомера, яка прагне битися разом із воїнами-чоловіками. Вона закохалася в Араґорна.
- Саруман Білий — Крістофер Лі: чаклун, володар Ісенґарду, який об'єднався з Сауроном. Почав знищення Фанґорну, чим викликав гнів ентів. Також зібрав військо урук-гаїв для захоплення Рогану.
- Ґріма Гадючий Язик — Бред Дуріф: підступний радник Теодена, який зрадив Рохан і перейшов на бік Сарумана. Як нагороду за свою зраду прагнув отримати принцесу Еовін.
- Елронд — Х'юго Уіввінг: напівельф, володар Рівендолу, батько Арвен, який хоче, щоб вона лишила Середзем'я і вирушила у Невмирущі Землі.
- Ґаладріель — Кейт Бланшетт: чаклунка, володарка ельфів Лоріену.
- Арвен — Лів Тайлер: ельфа, донька Елронда, закохана в Араґорна. Задля нього вона відмовляється від долі безсмертних ельфів.
- Ґолум — Енді Серкіс: колишній власник Персня Всевладдя, який погодився відвести гобітів Фродо і Сема у Мордор, але замислив повернути Перстень.
- Галдір — Крейг Паркер: головний в ельфійських військах, які прийшли на допомогу Рогану у Гельмову западину, до Горнбурґу.
- Гама — Джон Лей: керуючий Золотим палацом в Едорасі короля Теодена.
- Ґамлінґ — Брюс Хопкінс: командувач військами Рогану і помічник Теодена.
- Мадріл — Джон Бах: замісник Фараміра, який інформує його про хід бойових дій та повідомляє дані розвідки.

## Українське закадрове озвучення та дубляж

### Український дубляж студії «Так Треба Продакшн» на замовлення vod-платформи sweet.tv
Українською мовою фільм дубльовано студією Так Треба Продакшн на замовлення vod-провайдера sweet.tv в 2020 році.
- Режисери дубляжу — Наталя Надірадзе, Олена Бліннікова
- Звукорежисери запису — Галина Железняк[2] Дмитро Бойко
- Звукорежисер постпродакшн — Сергій Ваніфатьєв

Ролі дублювали: Андрій Федінчик, Анна Соболєва, Борис Георгієвський, Валентина Сова, Вікторія Левченко, Владислав Пупков, Володимир Терещук, Дмитро Зленко, Дмитро Терещук, Андрій Альохін, Євген Локтіонов, Ігор Журбенко, Кирило Татарченко, Лесь Задніпровський, Михайло Войчук, Михайло Жонін, Наталя Поліщук, Олександр Шевчук, Павло Лі, Павло Скороходько, Сергій Гутько, В'ячеслав Скорик, Таїсія Кривов'яз, Юлія Перенчук, Юрій Горбунов, Юрій Гребельник, та Юрій Коваленко.

### Українське багатоголосе закадрове озвучення студії 1+1 на замовлення телеканалу 1+1
Українською мовою озвучено студією 1+1 на замовлення телеканалу 1+1.
Ролі озвучили: Інна Капінос, Євген Нищук, Олександр Ігнатуша

### Українське багатоголосе закадрове озвучення студії ТВ+ на замовлення телеканалу ICTV/Новий канал
Українською мовою озвучено студією ТВ+ на замовлення телеканалу ICTV/Новий канал.
Ролі озвучили: Михайло Жонін, Юрій Кудрявець, Борис Георгієвський, Євген Пашин, Михайло Тишин, Анатолій Зіновенко, Людмила Ардельян, Тетяна Зіновенко, Микола Карцев.

## Вирізані сцени
З відзнятого матеріалу були вилучені деякі сцени, які не впливають на зміст фільму в цілому або на повороти сюжетних ліній. Кілька з них були вставлені у «Доповнене видання» стрічки, яке вийшло 19 листопада 2003 року. Ті ж сцени, що не ввійшли й сюди будуть долучені у «Закінченому виданні», про яке повідомляв навесні 2005 року Пітер Джексон. Деякі сцени також були замінені на інші через зміни у сценарії фільму, а тому не будуть входити і у «Закінчене видання».
Нижче представлені сцени, яких немає або вони скорочені у театральній версії стрічки:
- Фродо і Сем спускаються зі скелі за допомогою ельфійської мотузки, подарованої Сему Ґаладріеллю, і не бачать через туман дна урвища. Раптом у Сема з кишені випадає коробочка із сіллю, яку Фродо ловить, але не втримується і падає вниз. На щастя до долу зовсім трохи і Фродо навіть не падає з ніг по приземленні. Увечері хоббіти ховаються від дощу і за ними згори спостерігає Ґолум. (входить і у «Доповнене видання»);
- Після того, як Ґолум погодився провести гобітів до Чорної брами Мордору, він починає розмовляти зі своїм альтер еґо, доки гобіти шукають його серед скель. (входить і у «Доповнене видання»);
- Полонений Піппін кличе свого непритомного товариша Меррі і просить урук-гаїв дати йому попити. Вони вливають гобіту якусь рідину, яка відразу приводить того до тями. Він говорить другу, що лише грав непритомного. Урук-гаї зустрічають тут ґоблінів, що чекали на них за скелями і далі вони йдуть разом. (входить і у «Доповнене видання»);
- Саруман наказує орку, який каже, що бракує деревини і місця для викопування урук-гаїв, почати вирубати ліс Фанґорн. Потім йому клянеться кров'ю у вірності лідер дикунів з Рогану. (входить і у «Доповнене видання»);
- Еомер зі списом спрямовує свого коня до лісу. (є лише у «Закінченому виданні»);
- Еомер зі своїм загоном знаходить біля річки серед інших трупів сина короля Теодена, Теодреда і наказує забрати його в Едорас. Тут також він помічає шолом орка помічений білою долонею Сарумана і забирає його. (входить і у «Доповнене видання»);
- Коли Ґріма виганяє Еомера з Рогану, то пред'являє йому указ про це з підписом Теодена. Еомера б'ють ще раз. (входить і у «Доповнене видання»);
- Уґлук пояснює Ґрішнаку, що Меррі і Піппіна не можна їсти через те, що вони мають якусь ельфійську річ чи знають якесь слово. Проте інший гоблін підкрадається до гобітів ззаду із ножем (потім його вбиває Уґлук). (входить і у «Доповнене видання»);
- Ґолум нарікає на те, що на болотах не можна знайти щось їстівне і ловить собі черв'яка. Фродо ділиться з ним лембасом (ельфійським хлібом), але той його викидає. Потім він підходить до Фродо і хоче торкнутись Персня, але Фродо його жене і цим засмучує. (входить і у «Доповнене видання»);
- Ґімлі і Леґолас довше говорять про Фанґорн. Після нападу на Ґандальфа, Леґолас вибачається. Ґімлі знову починає обговорювати ліс і називає непривітним, але після страхітливих звуків перепрошує. Ґандальф дорікає йому за недовіру до лісових мешканців і в те, що вони подбають про гобітів. Ґімлі ж говорить, що старий Ґандальф подобався йому більше. (входить і у «Доповнене видання»);
- Деревобород несе гобітів до свого дому біля підніжжя гори і стомлені його розмовами гобіти засинають. Деревобород залишає їх вдома і йде скликати ентів на Ентище. (входить і у «Доповнене видання»);
- Ґандальф розмовляє з Араґорном на привалі про місію Фродо. (входить і у «Доповнене видання»);
- Меррі прокидається і бачить Піппіна, який розповідає йому свій сон про обід. У цей час він п'є з джерела і стає вищим за Меррі. Той також хапає глек з водою і тікає від Піппіна, але вони обидва потрапляють під коріння дерева, що міцно тримає їх. Проте їм на допомогу приходить Деревобород і забирає їх на Ентище, розмовляючи про ентів Ширу. (входить і у «Доповнене видання»);
- Після падіння на сходах Ґріми Араґорн дає йому руку, але той плює на неї. (входить і у «Доповнене видання»);
- Теодреда ховають у гробницю королів, у схилі. Плач по ньому співає Еовін. (входить і у «Доповнене видання»);
- Араґорн заспокоює у стайні коня, якого намагалися заспокоїти двоє воїнів. Еовін повідомляє, що це Брего, кінь Теодреда. (входить і у «Доповнене видання»);
- Ґріма прибуває в Ісенґард і розповідає про прибуття з Ґандальфом ще трьох. У чоловіка на пальці перстень із зміями-квітками і каменем. Саруман знаходить зображення цього персня у книзі і здогадується, що це спадкоємець трону Ґондора і нащадок королів Нуменору, проте це його не лякає. (входить і у «Доповнене видання»);
- Теоден каже Ґамлінґу, що вони лишають Едорас не назавжди, збирається їхати і дивиться на місто. (входить і у «Доповнене видання»);
- Фарамір негативно висловлюється щодо війни, розпочатої Мордором, та найманих харадрімів з півдня. (входить і у «Доповнене видання»);
- Теоден розповідає Араґорну, що виховував Еовін з дитинства як батько, бо її батьки загинули. Батька Еовін вбили орки. На привалі Еовін пригощає супом Араґорна, бо Ґімлі відмовився. Проте вариво настільки несмачне, що той ледь змушує себе проковтнути шматок жиру звідти, а коли Еовін відвертається, намагається вилити його, та проливає на ноги. Еовін же допитується, скільки йому років, на що отримує відповідь, що 87. (входить і у «Доповнене видання»);
- Араґорн згадує свою першу зустріч з Арвен, коли вона говорить, що віддасть себе йому і відмовиться від безсмертя (тоді у Араґорна ще не було бороди). (є лише у «Закінченому виданні»);
- Еовін у Гельмовій западині наказує сховати харчі у печери. (входить і у «Доповнене видання»);
- Арвен та Елронд відвідують Ґаладріель, після чого Арвен разом з іншими ельфами прибуває у Гельмову западину, щоб взяти участь у битві. (є лише у «Закінченому виданні»);
- Теоден звертається із промовою до свого війська. (є лише у «Закінченому виданні»);

Денетор і Боромир в Осгіліаті

- Фарамір згадує, як зустрів човен із тілом брата. Боромир з військами ґондорців повернув Осґіліат і проголосив промову щодо перемоги. Потім він привітав молодшого брата з днем народження. Сюди прибув Денетор (намісник Ґондору і батько братів). Він привітав Боромира із перемогою і відкрито висловив свою зневагу і нехтування Фараміром. Денетор наказав Боромиру їхати в Рівенділ і привезти Перстень у Мінас Тірит. Той не хотів їхати, але Денетор не довіряв важливих справ молодшому сину. Отож, Боромир попрощався з братом і вирушив у дорогу. (входить і у «Доповнене видання»);
- Після того, як Ґолума схопили, люди Фараміра його побили (сам капітан на це не дивився), і лише після цього він почав розпитувати істоту. (входить і у «Доповнене видання»);
- Фарамір мав видіння, у якому Фродо перетворився на Ґолума. (є лише у «Закінченому виданні»);
- Еовін сказала Араґорну, що кохає його, але вибачилась і пішла. (входить і у «Доповнене видання»);
- Був вечір. Меррі розбудив Піппіна і спитав, чому енти так довго щось обговорюють. Піппін припустив, що щось важливе. Але Деревобород сказав, що вони щойно закінчили говорити «Доброго ранку». (входить і у «Доповнене видання»);
- Битва у Гельмовій западині довша. Біля брами урук-гаї почали душити Ґамлінґа, але його врятував Теоден. (входить і у «Доповнене видання»);
- Піппін і Меррі після виходу з лісу побачили, що кудись ідуть дерева (не енти, а хаорни). Деревобород повідомив, що в них є справи з орками. (входить і у «Доповнене видання»);
- Еовін б'ється з орками, які прорвались у печери. (є лише у «Закінченому виданні»);
- Після порятунку Семом Фродо від назґула, вони спершу б'ються. (є лише у «Закінченому виданні»);

Леголас і Гімлі після бою

- Урук-гаї, яких перемогли біля Горнбурґа рогірріми, тікають у раптово посталий ліс, де їх знищують дерева-гворни. Це споглядають переможці. (входить і у «Доповнене видання»);
- Ґімлі і Леґолас підбивають підсумки бою. Леґолас вбив 42 орків, а Гімлі 43. Тоді Леголас стріляє в орка, на якому сидить Ґімлі і говорить, що теж 43, бо той ворухнувся. Гном заперечує, бо це він його ворухнув. (входить і у «Доповнене видання»);
- Меррі і Піппін знаходять їжу, яка випливає з комори охорони Ісенґарду. Потрапивши у комору, вони знаходять лонґботомське листя і починають курити. Гобіти також вважають, що про це не слід казати Деревобороду, адже це листя мабуть його родичів. Проте ент уже помітив дим з комори і почув там сміх друзів. (входить і у «Доповнене видання»);
- Фарамір б'є Ґолума за те, що він щось замислив лихе і веде гобітів через Кіріт Унґол. Сем же сказав, що Фродо мусив його віддати Фараміру, інакше б його б убили. Ґолум не вірить і вони прямують через таємний підземний хід з міста. (входить і у «Доповнене видання»).

## Відмінності від книги
Книга Дві вежі Толкіна складається з двох частин, одна з яких розповідає про Араґорна, Ґімлі і Леґоласа, а друга про Фродо і Сема. Фільм же побудований так, що події йдуть у хронологічній послідовності, а тому проходить чергування пригод першої та другої груп персонажів.
Про смерть Боромира Араґорн, Леґолас і Ґімлі дізнаються на початку другої книги, але у кінотрилогії це відбувається у кінці першої частини.
У Фанґорні трійця спершу зустрічає справжнього Сарумана, а лише потім Ґандальфа. У фільмі вони відразу зустрічають Ґандальфа.
У книзі Ґрішнак гине відразу після попадання в нього списа рогірріма, а у фільмі його розчавлює Деревобород.
У книзі немає відступу з нападом на Вестфолд і втечею звідти дітей, Фреди та Еотайна.
У літературному варіанті Теоден не знаходиться під чарами Сарумана, він лише підкоряється неправді Ґріми. До того ж меч Теодена зберігається у скрині Ґріми і його знаходять там.
У книзі Еомера не виганяють з Рогану, а лише садять під варту. Його звільняють відразу після звільнення Теодена Ґандальфом від влади Сарумана і Ґріми. Він їде до Гельмової Западини разом з рохіррімами Теодена. У фільмі Ґандальф приводить його на допомогу незадовго до можливого програшу армії Рогану. У книзі на допомогу прибувають залишки армії Еркенбранда. Армія Теодена їде спершу не у Гельмову западину, а у Дунхарроу. До Горнбурґу вони звертають на прохання воїна звідти, що просить підмоги. Еовін залишається в Едорасі разом з мирними жителями, а до Горнбурґу вирушають лише воїни, у той час як у фільмі туди прямують усі.
Вовки Ісенґарду також не нападають на рогіррімів, а атакують Братерство Персня у першій книзі. Через це у книзі немає падіння Араґорна зі скелі і сцен з Арвен, яка змушена залишити Середзем'я.
На допомогу рогіррімам прибувають ельфи, а у книзі ельфи приходять лише після перемоги, щоб передати Араґорну прапор Еленділа і допомогти у битві на Пеленорських полях.
Гобіти у книзі приходять у гості до ента Ясенеборода, а у фільмі вони лише відвідують оселю Деревоборода. З Ясенебородом гобіти у фільмі взагалі не спілкуються. У фільмі саме гобіти змушують Деревоборода піти на Ісенґард війною, показавши руйнування, вчинені орками. У книзі енти відразу вирішують атакувати Сарумана. У книзі гобіти самі переконують ента, що вони не орки, а Ґандальфа зустрічають лише в Ісенґарді. У фільмі Ґандальф зустрічається їм ще в лісі і наказує Деревобороду охороняти Піппіна і Меррі.
У книзі Саруман випаровує річку Ісен під час нападу ентів на Ісенґард, а ті своєю чергою викликають паводок. У фільмі ж енти руйнують греблю і звільняють води ріки. Ґандальф разом з іншими прибуває у Ісенґард (біля якого є вказівник, якого немає у фільмі) уже у другій книзі, у фільмі прибуття туди показане на початку третьої частини. Тут Ґріма кидає палантир на Сарумана, але не влучає. У фільмі ж він випадає в Сарумана.
У книзі Фарамір розуміє загрозу Персня і відпускає гобітів ще в Ітілієні, до того ж дає їм припасів на дорогу. У фільмі він забирає Фродо і Сема в Осґіліат і відпускає вже там. Спочатку він хотів забрати Перстень і відвезти у Ґондор, як і його брат Боромир, щоб довести батьку-наміснику свою відданість і здатність керувати військами. Тому у фільмі Сем і каже, що вони не мали тут опинятись.
Фродо і Сем проходять повз Мінас Морґул і зустрічають павучиху Шелоб ще у другій книзі. У кінотрилогії ці події перенесено у Володар Перснів: Повернення короля.
Толкін говорить, що дві башти  — це Ортганк і Мінас Морґул, а Пітер Джексон показує дві вежі як союз Ортганку і Барад-Дуру.

## Створення
Знімання другої частини трилогії вели між 11 жовтня 1999 року і 22 грудня 2000 року.
Першою будівлею, за створення якої у 1997 році взявся Алан Лі, був Горнбурґ у Гельмовій Западині. Разом з Джоном Хоу декоратори створили ескіз, а згодом макет масштабом 1:35. Цей макет також використовувався під час знімання (45 хвилин) і планування стратегії бою разом із 40 тисячами іграшкових солдатиків. Другий макет, завширшки 50 футів і масштабом 1:4, з рухомими елементами (брама, пандус, стіни) використовувався під час знімання методом посиленої перспективи вибуху.
Столицю Рогану Едорас збудували на горі Сандей за шість місяців. І хоча будинки були вкриті соломою, інтер'єр був як у звичайних офісах чи їдальнях. Армією була прокладена дорога. Палац знімали на студії Стоун Стріт. Інтер'єр до нього створив Алан Лі, а трон Теодена — його донька.
Ефект наповненості Барад-Дуру ворогами зі смолоскипами Джон Гоу назвав пародією на готичні собори. Брама Мораннон у Мордорі також була створена у вигляді мініатюри. Напівзруйнований Осґіліат був побудований за виглядом Лондону під час Другої світової війни. Тут також були використані ті ж фрагменти будівель, що і у Морії.
Дизайн армій створював також Джон Гоу. І першою з них була затверджена режисером армія урук-гаїв Ісенґарду. Для її озброєння були виготовлені арбалети за схемою XVIII сторіччя. Для ельфів зробили 100 костюмів в осінніх кольорах, щоб підкреслити їх настрої залишити Середзем'я. Рогіррімам створили 250 костюмів, на яких, як і на мечах, були вирізьблені коні та сонце, що займало по 3—6 днів виготовлення. Костюм Бернарда Гілла (Теоден) був оздоблений шкірою всередині. Грим (зморшки на обличчі короля, коли він перебував під впливом Сарумана) накладали досить довго.

### Спеціальні ефекти
Для роботи над спецефектами фільму Володар Перснів: Дві вежі Weta Digital довелося залучити 260 спеціалістів. Ними було створено 73 хвилини матеріалу зі спецефектами.
Створення Ґолума почалося у 1998 році. Спершу він був створений за допомогою комп'ютера і анімації, адже Енді Серкіс приєднався до проєкту лише 13 квітня 2000 року. Він лише озвучував Ґолума і створював рухи за допомогою спеціального костюму, який відтворював всі його рухи на комп'ютерній моделі персонажа. Проте гра Серкіса настільки вразила Джексона, що комп'ютерного героя частково замінили на актора. Всі відзняті епізоди перезняли з актором за два місяці, і робота виявилась дійсно кращою ніж була до того. Лише у деяких епізодах (наприклад, під час повзання вниз головою по скелі), а також у першій стрічці, був залишений повністю комп'ютерний персонаж. Сцени знімали двічі: перший з Енді Серкісом, а другий — без нього. Потім зображення обробляли на комп'ютері і додавали рис персонажа. Програмісти працювали над тілом, а аніматори над обличчям. Джино Ачеведо створював текстури шкіри Ґолума упродовж чотирьох годин.
Деревоборода створювали 28 годин. Його шкіру зробили за допомогою зразків кори дерев, моху та справжньої цвілі, яку накладали на макет. Макет ента заввишки 14 футів поставили на колеса і знімали на фоні синього екрану.

### Музичний супровід
Як і у попередньому, і у наступному фільмах, музику до стрічки написав Говард Шор. Проте саундтреки до цієї картини не були номіновані на Оскар. Поховальна пісня на похованні Теодреда, сина короля Теодена, яку виконувала Еовін (Міранда Отто), мала звучати мовою Рогану, проте у книзі її не було, а тому у фільмі вона виконувалась староанглійською. Мелодію запозичили з Ісландської форми епічної поеми рімур. У повному обсязі вона записана у 1999 році музичним гуртом Сіквентія у музичному варіанті Едди. Саундтрек також записаний на диску Abbey Road, що називається як і альбом The Beatles та має схожу обкладинку, де дорогу переходять також чотири людини, але тут це босоніж Пітер Джексон, композитор Говард Шор і продюсери фільму: Френ Велш та Баррі Осборн.
У кінці фільму звучить пісня Gollum's Song у виконанні Еміліани Торріні.

## Нагороди

### Оскар
- Найкращий фільм
- Найкращий монтаж
- Найкраща робота художника-постановника
- Найкращі візуальні ефекти
- Найкращий звуковий монтаж
- Найкращий звук

### Американський Інститут Кіномистецтва
- Найкращі цифрові спецефекти
- Найкращий дизайн
- Фільм року

### Премія Британської академії кіномистецтва
- Найкращий дизайн костюмів
- Найкращі візуальні спецефекти
- Помаранчевий фільм року (вибір глядачів)

### Емпайр Авардс
- Найкраща картина

### Премія Г'юґо
- Найкраще драматичне викладення у довгій формі

### MTV Movie Awards
- Найкраще комп'ютерний персонаж — Горлум[3]

### Saturn Awards
- Найкращий фільм у жанрі фентезі
- Найкращий костюм — Н'їла Діксон і Річард Тейлор
- Найкращий грим — Пітер Оуен і Пітер Кінг
- Найкращий актор другого плану — Енді Серкіс
- Найкраще спеціальне видання — Режисерська версія (доповнене видання)

## Цікаві факти
- Під час знімання епізоду, де на звалищі оркських трупів у Рогані, біля Фанґорну, Араґорн відфутболює шолом урук-гая, актор Вігго Мортенсен зламав на нозі палець. А під час знімання битви у Гельмовій западині він втратив зуб. Орландо Блум (Леґолас) і дублер Джона Ріс-Девіса (Ґімлі) Бретт Бітті впали з коня, внаслідок чого перший зламав ребро, а другий пошкодив коліно. Під час битви у Гельмовій западині Бернард Гілл (Теоден) пошкодив вухо.
- Деревобород у фільмі був створений за допомогою комп'ютерної графіки, але у сценах, де Меррі та Піппін сидять у нього на плечах, був використаний макет ента на колесах у натуральну величину (14 футів).
- У зніманні сцени битви у Гельмовій западині були використані також іграшкові солдатики.
- Девід Венхем (Фарамір) був єдиним актором на зніманні трилогії, який не читав книги «Володар перснів».
- Більшість пострілів у битві за Горнбурґ зробив Джон Махафі.
- 700 акторів, які грали урук-гаїв, розмовляли мовою маорі і імпровізували, коли били списами перед боєм.
- Браму у Гельмовій западині довелося додатково зміцнювати.
- Вігго Мортенсен вклонився каскадерам за їх роботу.
- Бред Дуріф (Ґріма) для створення відповідного образу зголив брови та насипав на волосся картопляні пластівці.